# Station Sulików
Station Sulików is een spoorwegstation in de Poolse plaats Sulików.